# 太原工业大学
太原工业大学（英語：Taiyuan University of Technology）是曾位于山西省太原市的一所以工为主，理、工、管结合的高等学校，隶属于山西省教育委员会。学校前身是创立于1902年的国立山西大学堂西学专斋，1997年参与合并太原理工大学。

## 历史沿革

### 太原工学院
- 学校原名太原工学院（英語：Taiyuan Institute of Technology），成立于1953年。

1953年，中央高教部下达全国院系调整计划，对山西省的调整是“山西大学校名取消，其工学院和师范学院分别独立为太原工学院和山西师范学院”。12月9日，中央高教部交来太原工学院印信，太原工学院正式独立建院，校址不变，仍在原山西大学堂西学专斋（现全国重点文物保护单位山西大学堂旧址）。考虑到山西大学堂西学专斋创办于1902年春，中华人民共和国的5月又有“红五月”之称，故将院庆日定为5月2日。
- 1954年8月12日，中央高等教育部发文，太原工学院由中央高等教育部直接管理。
- 1958年7月26日，中央高教部发出通知，太原工学院由高教部直属改为山西省人民委员会直接领导管理。
- 1958年8月，学院从侯家巷旧址全部迁入迎泽西大街新校址。
- 1958年8月1日，中共山西省委、省人民委员会决定将学院化工系分出，独立建院，定名为山西化工学院。
- 1962年7月，中共山西省委和省人民委员会决定将山西化工学院、山西水利学院合并到太原工学院。设置为化工系、水利系。
- 1981年5月，原山西煤炭化学工业大学并入化工系。

原山西煤炭化学工业大学创建于1978年。1977年，栾茀建议山西省创办一所煤炭化工大学。省委批准了创办“煤大”的建议，并任命他为山西煤炭化工大学筹备组领导成员。但1978年，栾茀已身患绝症，并于1981年1月逝世。当时，山西煤炭化工大学虽已建校、有校舍、有教员、有学生，但发展已陷入停滞。1980年12月，中共山西省委决定将山西煤炭化学工业大学合并到太原工学院。

### 太原工业大学
- 1984年4月7日，山西省人民政府正式批准将太原工学院更名为太原工业大学。
- 1984年7月16日，山西省人民政府同意成立太原工业大学煤炭化工分校，隶属省教育厅领导[6]。
- 1989年7月11日，山西省人民政府同意将太原工业大学煤化工分校改建为太原工业大学的一个学院，由学校直接领导；1991年，省政府批准太原工业大学煤化工分校更名为太原工业大学材料工程学院。
- 1997年，太原工业大学与山西矿业学院合并。
  - 1997年3月17日，国家教委颁发教计[1997]19号文件，正式批准太原工业大学与山西矿业学院合并组建为太原理工大学。
  - 1997年7月4日，山西省人民政府和煤炭工业部签定《关于太原工业大学和山西矿业学院合并办学》协议书。7月5日，太原理工大学正式挂牌成立。

## 校园环境
太原工业大学坐落在太原市汾河迎泽桥西北侧。校园被千峰北路相隔，东西两侧分别被称为东院和西院。

## 组织机构

### 历任主要领导
| 姓名   | 在任时间       | 称谓       | 称谓              |
| ------ | -------------- | ---------- | ----------------- |
| 赵宗复 | 1953.5-1966.6  | 太原工学院 | 院长              |
| 赵宗复 | 1954-1956      | 太原工学院 | 党组书记          |
| 石效由 | 1956-1962      | 太原工学院 | 工委书记 党委书记 |
| 郭高岚 | 1962-1966      | 太原工学院 | 党委书记          |
| 王维庄 | 1966-1975      | 太原工学院 | 党委书记          |
| 刘梅   | 1975-1983      | 太原工学院 | 党委书记          |
| 刘梅   | 1975-1983      | 太原工学院 | 院长              |
| 尹德钰 | 1983-1989      | 太原工学院 | 党委书记          |
| 杨桂通 | 1983.12-1984.4 | 太原工学院 | 院长              |

| 姓名   | 在任时间       | 称谓         | 称谓     |
| ------ | -------------- | ------------ | -------- |
| 杨桂通 | 1984-1995      | 太原工业大学 | 校长     |
| 纪馨芳 | 1989-1992      | 太原工业大学 | 党委书记 |
| 雷霆   | 1992.6-1997.2  | 太原工业大学 | 党委书记 |
| 谢克昌 | 1995.11-1997.5 | 太原工业大学 | 校长     |

## 知名人物
- 赵宗复
- 栾茀
- 杨桂通
- 谢克昌